# Felipe de la Pozas
Felipe Jesús de la Pozas y Piad (L'Avana, 28 agosto 1933) è un ex cestista cubano.

## Carriera
Ha disputato i Giochi della XV Olimpiade, disputando sei partite e segnando 23 punti.